# Sheri Moon Zombie
Sheri Moon Zombie, rodným jménem Sheri Lyn Skurkis (* 26. září 1970 San Jose, Kalifornie) je americká herečka a designérka.

## Mládí a kariéra
Vyrůstala v Connecticutu do svých 17 let, kdy šla na střední školu. Po té se vrátila do svého rodného města San Jose v Kalifornii. Migrací mezi oběma domovy si čas rozdělila na školu a modelling, tanec, čímž si přivydělávala a choreografii. Během této doby poznala režiséra Roba Zombieho a po čtrnácti letech se na svátek Halloween vzali. Díky němu se také Sheri stala herečkou.
Díky jejímu hlasu a stylu jejího smíchu namlouvala postavičky v kreslených pohádkách. Objevila se také na MTV. Často Roba Zombieho doprovázela na turné, zaujala pár pozic v jeho vystoupeních a videoklipech.
Vlastní značku Total Skull.

## Filmografie
- 3 from Hell (2019)
- The Lords of Salem (2012)
- Halloween II (2009)
- The Haunted World of El Superbeasto (2009)
- Californication (TV seriál) (2007)
- Grindhouse: Werewolf Women of the S.S. (2007)
- Halloween (2007)
- Vyvrženci pekla (2005)
- Dům tisíce mrtvol (2003)
- Vraždy bez záruky (2003)
- Kriminálka Miami (TV seriál) (2002)